# Gnaptor
Gnaptor е малък род безкрили бръмбари от сем. Чернотелки (Tenebrionidae). Описани са 4 вида, разпространени в Югоизточна Европа и Югозападна Азия. В България се среща Gnaptor spinimanus.

## Видове
| Вид                | Разпространение   |
| ------------------ | ----------------- |
| Gnaptor boryi      | Гърция            |
| Gnaptor medvedevi  | Югозападна Турция |
| Gnaptor prolixus   | Иран, Турция      |
| Gnaptor spinimanus | Югоизточна Европа |